# Gostinyj Dwor (Petersburg)
Gostinyj Dwor (ros. Гостиный двор), zwany też Wielkim Gostinym Dworem (ros. Большой Гостиный Двор) lub Wielkim Domem Towarowym – najstarszy dom towarowy w Petersburgu i jeden z pierwszych na świecie, wybudowany w latach 1761–1785 pod kierunkiem francuskiego architekta Jean-Baptiste Vallin de la Mothe. Początkowo prace nad budowlą były prowadzone przez Bartolomeo Rastrelliego, aczkolwiek w ich trakcie postanowiono zmienić projekt wybierając mniej kosztowny i bardziej praktyczny klasycystyczny projekt autorstwa Vallina de la Mothe. Budowla powstała na miejscu poprzedniego domu towarowego, który został zniszczony przez pożar w latach trzydziestych XVIII wieku.

## Położenie
Kompleks handlowy rozciąga się od skrzyżowania Newskiego Prospektu z ulicą Sadową i ciągnie się na przestrzeni ponad 1 kilometra, zajmując powierzchnię całkowitą 78 000 m² (powierzchnia handlowa wynosi 13 000 m²). Budynek stanowi własność Ministerstwa Kultury Federacji Rosyjskiej. Leżąca w pobliżu stacja metra wzięła swoją nazwę od tego jednego z największych w mieście domów towarowych.

## Historia

### Początki
Dom handlowy o nazwie Gostinyj Dwor stał w tym miejscu już za czasów Piotra I Wielkiego. Był to wtedy jednopiętrowy gliniany budynek z dziedzińcem, w którym znajdowały się różne sklepy, m.in. mięsne i rybne. Wraz z rozwojem miasta budowla ta szybko okazała się zbyt mała. Dlatego w 1719 r. przystąpiono do budowy nowego domu towarowego. Nowy Gostinyj Dwor (tym razem już murowany) podzielono na dwie części. Część sklepów była ustawiona frontem do ulicy, druga część do okalającego go placu. Wtedy to właśnie w zlokalizowano tu pierwszą w mieście księgarnię. W 1738 r. budynek spłonął. W 1748 r. cesarzowa Elżbieta Romanowa wydała ukaz o powołaniu nowej placówki handlowej. W 1757 r. zatwierdzono projekt Bartolomeo Rastrelliego. Budowę sfinansować mieli lokalni petersburscy kupcy. Plan Rastrelliego zakładał budowę bogato zdobionego pawilonu, dekorowanego rzeźbami i ornamentami. Koszty tego barokowego pomysłu Rastrelliego okazały się jednak nie do udźwignięcia i przy nieustannych problemach z finansowaniem zdecydowano się na zmianę architekta. Został nim Jean-Baptiste Vallin de la Mothe.

### Architektura i charakterystyka

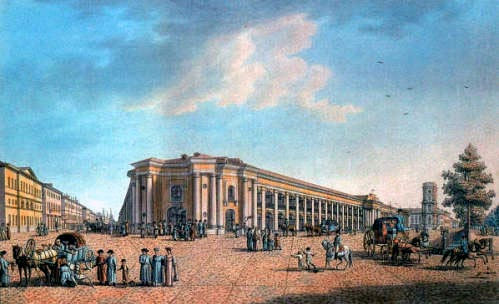
Gostinyj Dwor w Petersburgu, 1802. Obraz olejny na płótnie Benjamina Patersena.

Francuski architekt postanowił wznieść dwupiętrowy budynek w stylu wczesnego klasycyzmu. Budowa trwała przez ponad dwadzieścia lat, od 1761 do 1785. Budowla zyskała formę czworoboku, zwróconego każdą ścianą ku jednej z czterech ulic – Sadowej, Dumskiej, Zaułkowi Czernyszowa i Newskiego Prospektu. Długość tego ostatniego skrzydła wynosi 230 metry. Same fasady gmachu mają łączną długość około jednego kilometra. Wnętrze zostało podzielone na tzw. ciągi, każdy dotyczący jakiejś specjalistycznej sfery handlu. Powstały więc m.in. ciągi sukienniczy, futrzany, jubilerski, obuwniczy, sprzedaży mąki, mydła, świec. W 1844 r. Gostinyj Dwor stał się jednym z pierwszych budynków w stolicy dysponujących oświetleniem gazowym. W pawilonie handlowym znajdowała się ponad setka sklepów. W latach 1866–1867 główna fasada budynku została przebudowana, a nad pracami czuwał Nikołaj Benois. Przez ten czas Gostinyj Dwor był handlowym centrum stolicy i był chętnie odwiedzany przez zarówno zwykłych mieszkańców Petersburga, jak i znane osobistości, gościli tu m.in. Aleksander Puszkin, Aleksandr Gribojedow, Nikołaj Gogol, a najczęściej miał bywać tu Iwan Kryłow.

## Historia najnowsza

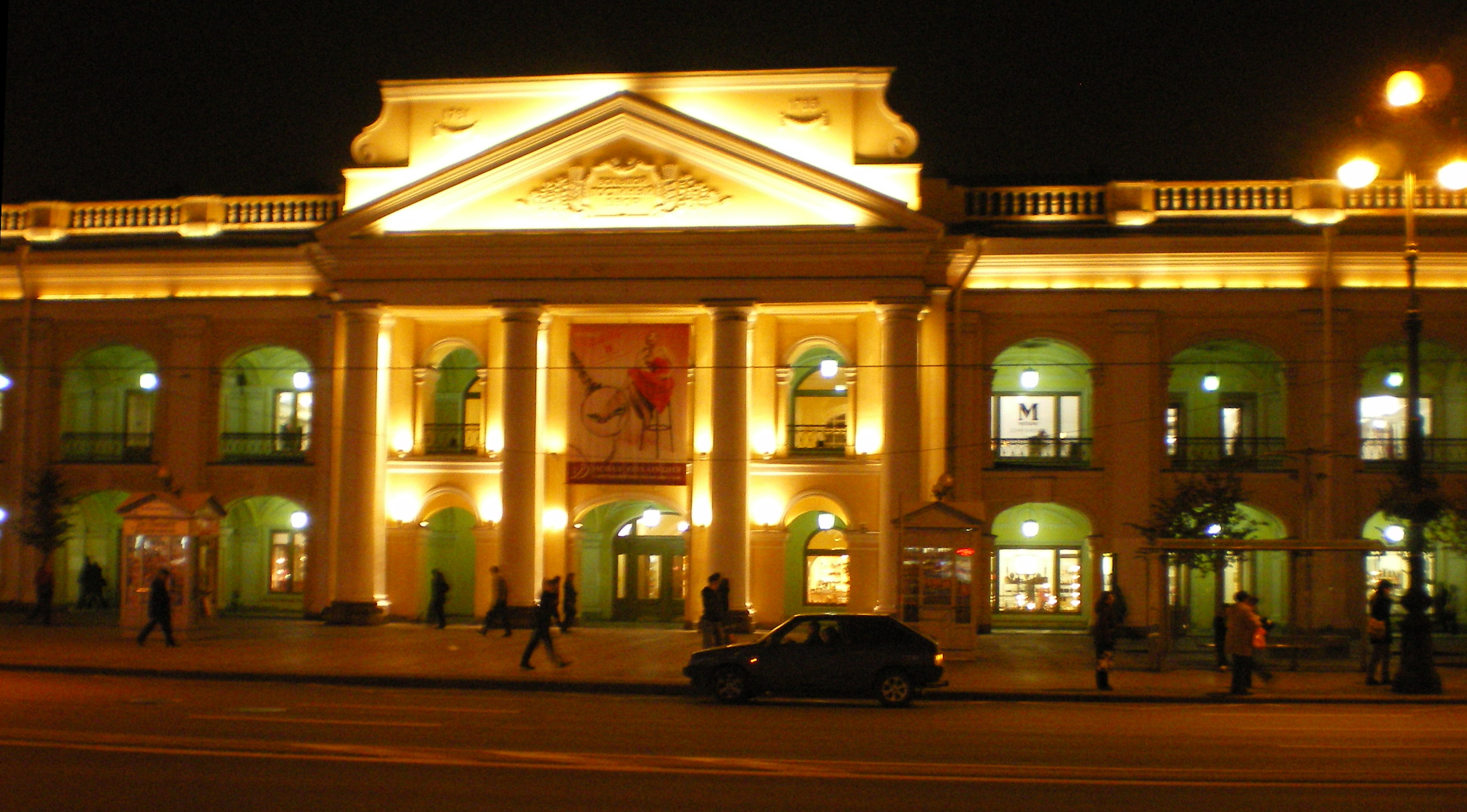
Gostinyj Dwor w nocy

### XIX i XX wiek
W drugiej połowie XIX wieku dom towarowy stracił część swojego, do tej pory wielkiego, znaczenia na rzecz położonego nieopodal na Newskim Prospekcie Pasażu. W czasie II wojny światowej i blokady Leningradu budynek uległ znacznym zniszczeniom. Po wojnie (1946–1948) rozpoczęto zabezpieczanie i rekonstruowanie uszkodzonej budowli. W latach 1957–1966 prowadzono kolejny etap prac, w wyniku których ściany wewnętrzne dzielące dom towarowy na prawie 178 małych sklepów zostały usunięte i zastąpione jedną wielką halą.

### Stan obecny
Gostinyj Dwor pod koniec XX wieku przeszedł rekonstrukcję, przywracającą wnętrzom ich dawny wygląd. Także w latach 2006–2008 prowadzono prace renowacyjne. Wymieniono między innymi dach oraz okna. Jest to obecnie jeden z największych i najmodniejszych domów handlowych w Petersburgu.